# Snow Patrol/Diskografie
Diese Diskografie ist eine Übersicht über die musikalischen Werke der britischen Rock-Musikgruppe Snow Patrol. Den Schallplattenauszeichnungen zufolge hat sie bisher mehr als 24,6 Millionen Tonträger verkauft, davon alleine in ihrer Heimat über 12,9 Millionen. Ihre erfolgreichste Veröffentlichung ist die Single Chasing Cars mit mehr als 12,8 Millionen verkauften Einheiten.

## Alben

### Studioalben
| Jahr | Titel Musiklabel                                                         | Höchstplatzierung, Gesamtwochen, AuszeichnungChartplatzierungen (Jahr, Titel, Musiklabel, Platzierungen, Wochen, Auszeichnungen, Anmerkungen) | Höchstplatzierung, Gesamtwochen, AuszeichnungChartplatzierungen (Jahr, Titel, Musiklabel, Platzierungen, Wochen, Auszeichnungen, Anmerkungen) | Höchstplatzierung, Gesamtwochen, AuszeichnungChartplatzierungen (Jahr, Titel, Musiklabel, Platzierungen, Wochen, Auszeichnungen, Anmerkungen) | Höchstplatzierung, Gesamtwochen, AuszeichnungChartplatzierungen (Jahr, Titel, Musiklabel, Platzierungen, Wochen, Auszeichnungen, Anmerkungen) | Höchstplatzierung, Gesamtwochen, AuszeichnungChartplatzierungen (Jahr, Titel, Musiklabel, Platzierungen, Wochen, Auszeichnungen, Anmerkungen) | Anmerkungen                              |
| Jahr | Titel Musiklabel                                                         | DE | AT | CH | UK | US | Anmerkungen                              |
| ---- | ------------------------------------------------------------------------ | --- | --- | --- | --- | --- | ---------------------------------------- |
| 1998 | Songs for Polarbears Jeepster Recordings (3MV)                           | — | — | — | UK— GoldUK | — | Erstveröffentlichung: 31. August 1998    |
| 2001 | When It’s All Over, We Still Have to Clear Up Jeepster Recordings (Sony) | — | — | — | UK— GoldUK | — | Erstveröffentlichung: 5. März 2001       |
| 2003 | Final Straw Polydor (UMG)                                                | — | — | — | UK3 ×6Sechsfachplatin · (145 Wo.)UK | US91 Gold · (31 Wo.)US | Erstveröffentlichung: 4. August 2003     |
| 2006 | Eyes Open Polydor (UMG)                                                  | DE17 ×3Dreifachgold · (60 Wo.)DE | AT3 Platin · (47 Wo.)AT | CH15 Gold · (49 Wo.)CH | UK1 ×8Achtfachplatin · (151 Wo.)UK | US27 Platin · (66 Wo.)US | Erstveröffentlichung: 1. Mai 2006        |
| 2008 | A Hundred Million Suns Fiction Records (UMG)                             | DE14 Gold · (26 Wo.)DE | AT17 (9 Wo.)AT | CH7 (13 Wo.)CH | UK2 Platin · (29 Wo.)UK | US9 (13 Wo.)US | Erstveröffentlichung: 24. Oktober 2008   |
| 2011 | Fallen Empires Fiction Records (UMG)                                     | DE3 Gold · (19 Wo.)DE | AT10 (10 Wo.)AT | CH6 (19 Wo.)CH | UK3 Platin · (23 Wo.)UK | US5 (11 Wo.)US | Erstveröffentlichung: 11. November 2011  |
| 2018 | Wildness Polydor (UMG)                                                   | DE9 (7 Wo.)DE | AT11 (3 Wo.)AT | CH3 (9 Wo.)CH | UK2 Gold · (15 Wo.)UK | US49 (1 Wo.)US | Erstveröffentlichung: 25. Mai 2018       |
| 2024 | The Forest Is the Path Polydor (UMG)                                     | DE13 (1 Wo.)DE | AT17 (1 Wo.)AT | CH10 (2 Wo.)CH | UK1 (3 Wo.)UK | — | Erstveröffentlichung: 13. September 2024 |

### Kompilationen
| Jahr | Titel Musiklabel                | Höchstplatzierung, Gesamtwochen, AuszeichnungChartplatzierungen (Jahr, Titel, Musiklabel, Platzierungen, Wochen, Auszeichnungen, Anmerkungen) | Höchstplatzierung, Gesamtwochen, AuszeichnungChartplatzierungen (Jahr, Titel, Musiklabel, Platzierungen, Wochen, Auszeichnungen, Anmerkungen) | Höchstplatzierung, Gesamtwochen, AuszeichnungChartplatzierungen (Jahr, Titel, Musiklabel, Platzierungen, Wochen, Auszeichnungen, Anmerkungen) | Höchstplatzierung, Gesamtwochen, AuszeichnungChartplatzierungen (Jahr, Titel, Musiklabel, Platzierungen, Wochen, Auszeichnungen, Anmerkungen) | Höchstplatzierung, Gesamtwochen, AuszeichnungChartplatzierungen (Jahr, Titel, Musiklabel, Platzierungen, Wochen, Auszeichnungen, Anmerkungen) | Anmerkungen                            |
| Jahr | Titel Musiklabel                | DE | AT | CH | UK | US | Anmerkungen                            |
| ---- | ------------------------------- | --- | --- | --- | --- | --- | -------------------------------------- |
| 2009 | Up to Now Fiction Records (UMG) | DE38 Gold · (13 Wo.)DE | AT62 Gold · (2 Wo.)AT | CH36 (5 Wo.)CH | UK3 ×4Vierfachplatin · (115 Wo.)UK | US182 (1 Wo.)US | Erstveröffentlichung: 6. November 2009 |
| 2013 | Greatest Hits Polydor (UMG)     | — | — | — | — | US113 (1 Wo.)US | Erstveröffentlichung: 14. Mai 2013     |
| 2019 | Reworked Polydor (UMG)          | — | — | — | UK3 Silber · (9 Wo.)UK | — | Erstveröffentlichung: 8. November 2019 |

Weitere Kompilationen
- 2004: The Trip: Created by Snow Patrol

### EPs
- 1995: The Yogurt vs. Yogurt Debate
- 1997: Starfighter Pilot
- 2004: Sessions@AOL
- 2005: Live and Acoustic at Park Ave.
- 2009: iTunes Live from London
- 2009: iTunes Live: London Festival '09
- 2011: Called Out in the Dark
- 2020: The Fireside Sessions

## Singles
| Jahr | Titel Album                                                            | Höchstplatzierung, Gesamtwochen, AuszeichnungChartplatzierungen (Jahr, Titel, Album, Platzierungen, Wochen, Auszeichnungen, Anmerkungen) | Höchstplatzierung, Gesamtwochen, AuszeichnungChartplatzierungen (Jahr, Titel, Album, Platzierungen, Wochen, Auszeichnungen, Anmerkungen) | Höchstplatzierung, Gesamtwochen, AuszeichnungChartplatzierungen (Jahr, Titel, Album, Platzierungen, Wochen, Auszeichnungen, Anmerkungen) | Höchstplatzierung, Gesamtwochen, AuszeichnungChartplatzierungen (Jahr, Titel, Album, Platzierungen, Wochen, Auszeichnungen, Anmerkungen) | Höchstplatzierung, Gesamtwochen, AuszeichnungChartplatzierungen (Jahr, Titel, Album, Platzierungen, Wochen, Auszeichnungen, Anmerkungen) | Anmerkungen                                                                               |
| Jahr | Titel Album                                                            | DE | AT | CH | UK | US | Anmerkungen                                                                               |
| ---- | ---------------------------------------------------------------------- | --- | --- | --- | --- | --- | ----------------------------------------------------------------------------------------- |
| 1998 | Little Hide Songs for Polarbears                                       | — | — | — | — | — | Erstveröffentlichung: 16. Februar 1998                                                    |
| 1998 | One Hundred Things You Should Have Done in Bed Songs for Polarbears    | — | — | — | — | — | Erstveröffentlichung: 11. Mai 1998                                                        |
| 1998 | Velocity Girl / Absolute Gravity Songs for Polarbears                  | — | — | — | — | — | Erstveröffentlichung: 9. November 1998                                                    |
| 1999 | Starfighter Pilot Songs for Polarbears                                 | — | — | — | — | — | Erstveröffentlichung: 28. Juni 1999                                                       |
| 2000 | Ask Me How I Am When It’s All Over, We Still Have to Clear Up          | — | — | — | UK96 (1 Wo.)UK | — | Erstveröffentlichung: 20. November 2000                                                   |
| 2001 | One Night Is Not Enough When It’s All Over, We Still Have to Clear Up  | — | — | — | UK92 (1 Wo.)UK | — | Erstveröffentlichung: 5. März 2001                                                        |
| 2003 | Spitting Games Final Straw                                             | — | — | — | UK23 (7 Wo.)UK | — | Erstveröffentlichung: 15. September 2003                                                  |
| 2004 | Run Final Straw                                                        | DE92 (1 Wo.)DE | — | — | UK5 Platin · (26 Wo.)UK | — | Erstveröffentlichung: 26. Januar 2004 in DE erst 2009 platziert                           |
| 2004 | Chocolate Final Straw                                                  | — | — | — | UK24 Silber · (7 Wo.)UK | — | Erstveröffentlichung: 12. April 2004                                                      |
| 2004 | How to Be Dead Final Straw                                             | — | — | — | UK39 (2 Wo.)UK | — | Erstveröffentlichung: 25. Oktober 2004                                                    |
| 2006 | You’re All I Have Eyes Open                                            | DE100 (1 Wo.)DE | — | — | UK7 Silber · (35 Wo.)UK | — | Erstveröffentlichung: 24. April 2006                                                      |
| 2006 | Chasing Cars Eyes Open                                                 | DE8 ×2Doppelplatin · (66 Wo.)DE | AT2 ×2Doppelplatin · (40 Wo.)AT | CH4 (106 Wo.)CH | UK6 ×6Sechsfachplatin · (166 Wo.)UK | US5 ×7Siebenfachplatin · (45 Wo.)US | Erstveröffentlichung: 6. Juni 2006                                                        |
| 2006 | Hands Open Eyes Open                                                   | — | — | — | — | — | Erstveröffentlichung: 16. Oktober 2006                                                    |
| 2006 | Set the Fire to the Third Bar Eyes Open                                | — | — | — | UK18 Gold · (18 Wo.)UK | US54 (5 Wo.)US | Erstveröffentlichung: 13. November 2006 feat. Martha Wainwright in US erst 2010 platziert |
| 2007 | Open Your Eyes Eyes Open                                               | DE73 (6 Wo.)DE | — | — | UK26 Gold · (9 Wo.)UK | — | Erstveröffentlichung: 12. Februar 2007                                                    |
| 2007 | Shut Your Eyes Eyes Open                                               | DE15 Gold · (21 Wo.)DE | AT12 (22 Wo.)AT | CH26 (19 Wo.)CH | — | — | Erstveröffentlichung: 20. April 2007                                                      |
| 2007 | Signal Fire Spider-Man 3 OST                                           | — | — | CH48 (4 Wo.)CH | UK4 (11 Wo.)UK | US65 (2 Wo.)US | Erstveröffentlichung: 24. April 2007                                                      |
| 2008 | Take Back the City A Hundred Million Suns                              | DE42 (8 Wo.)DE | AT35 (9 Wo.)AT | CH46 (5 Wo.)CH | UK6 Silber · (8 Wo.)UK | — | Erstveröffentlichung: 5. Oktober 2008                                                     |
| 2008 | Crack the Shutters A Hundred Million Suns                              | DE28 (17 Wo.)DE | AT32 (20 Wo.)AT | CH72 (2 Wo.)CH | UK43 Silber · (10 Wo.)UK | — | Erstveröffentlichung: 12. Dezember 2008                                                   |
| 2009 | If There’s a Rocket Tie Me to It A Hundred Million Suns                | — | — | — | — | — | Erstveröffentlichung: 9. März 2009                                                        |
| 2009 | Just Say Yes Up to Now                                                 | DE47 (9 Wo.)DE | AT38 (5 Wo.)AT | — | UK15 Gold · (15 Wo.)UK | — | Erstveröffentlichung: 23. Oktober 2009                                                    |
| 2011 | Called Out in the Dark Fallen Empires                                  | DE15 Gold · (27 Wo.)DE | AT23 (16 Wo.)AT | CH11 (20 Wo.)CH | UK11 Silber · (9 Wo.)UK | US78 (1 Wo.)US | Erstveröffentlichung: 2. September 2011                                                   |
| 2011 | This Isn’t Everything You Are Fallen Empires                           | DE52 (4 Wo.)DE | — | — | UK40 (3 Wo.)UK | — | Erstveröffentlichung: 14. Oktober 2011                                                    |
| 2012 | In the End Fallen Empires                                              | — | — | — | — | — | Erstveröffentlichung: Februar 2012                                                        |
| 2013 | The Lightning Strike (What If This Storm Ends?) A Hundred Million Suns | — | — | — | — | — | Erstveröffentlichung: 22. Februar 2013                                                    |
| 2018 | Don’t Give In Wildness                                                 | — | — | — | — | — | Erstveröffentlichung: 27. März 2018                                                       |
| 2018 | Life on Earth Wildness                                                 | — | — | — | — | — | Erstveröffentlichung: 12. April 2018                                                      |
| 2018 | What If This Is All the Love You Ever Get? Wildness                    | — | — | — | — | — | Erstveröffentlichung: 2. Mai 2018                                                         |
| 2018 | Empress Wildness                                                       | — | — | — | — | — | Erstveröffentlichung: 8. Mai 2018                                                         |
| 2024 | The Beginning The Forest Is the Path                                   | — | — | — | — | — | Erstveröffentlichung: 29. Mai 2024                                                        |
| 2024 | This is the Sound of Your Voice The Forest Is the Path                 | — | — | — | — | — | Erstveröffentlichung: 5. Juli 2024                                                        |
| 2024 | All The Forest Is the Path                                             | — | — | — | — | — | Erstveröffentlichung: 8. August 2024                                                      |
| 2025 | But I’ll Keep Trying The Forest Is the Path (Extended)                 | — | — | — | — | — | Erstveröffentlichung: 29. Januar 2025                                                     |

## Videoalben und Musikvideos

### Videoalben
| Jahr | Titel Musiklabel       | Höchstplatzierung, Gesamtwochen, AuszeichnungChartplatzierungen (Jahr, Titel, Musiklabel, Platzierungen, Wochen, Auszeichnungen, Anmerkungen) | Höchstplatzierung, Gesamtwochen, AuszeichnungChartplatzierungen (Jahr, Titel, Musiklabel, Platzierungen, Wochen, Auszeichnungen, Anmerkungen) | Höchstplatzierung, Gesamtwochen, AuszeichnungChartplatzierungen (Jahr, Titel, Musiklabel, Platzierungen, Wochen, Auszeichnungen, Anmerkungen) | Höchstplatzierung, Gesamtwochen, AuszeichnungChartplatzierungen (Jahr, Titel, Musiklabel, Platzierungen, Wochen, Auszeichnungen, Anmerkungen) | Höchstplatzierung, Gesamtwochen, AuszeichnungChartplatzierungen (Jahr, Titel, Musiklabel, Platzierungen, Wochen, Auszeichnungen, Anmerkungen) | Anmerkungen                |
| Jahr | Titel Musiklabel       | DE | AT | CH | UK | US | Anmerkungen                |
| ---- | ---------------------- | --- | --- | --- | --- | --- | -------------------------- |
| 2004 | Live at Somerset House | — | — | — | UK8 Gold · (16 Wo.)UK | — | Erstveröffentlichung: 2004 |

### Musikvideos
| Jahr | Titel                                          | Regie                           |
| ---- | ---------------------------------------------- | ------------------------------- |
| 1998 | Little Hide                                    | Gavin Gordon-Rogers             |
| 1998 | One Hundred Things You Should Have Done in Bed | Gavin Gordon-Rogers             |
| 1998 | Velocity Girl                                  | Gavin Gordon-Rogers             |
| 1999 | Starfighter Pilot                              | James Hyman, Eddy Temple-Morris |
| 2000 | Ask Me How I Am                                | Huse Monfaradi                  |
| 2003 | Spitting Games                                 | Crooked                         |
| 2004 | Run                                            | Paul Gore                       |
| 2004 | Chocolate                                      | Marc Webb                       |
| 2004 | Spitting Games (Re-Release)                    | Paul Gore                       |
| 2004 | How to Be Dead                                 | Dick Carruthers, Mark Thomas    |
| 2006 | You’re All I Have                              | Barnaby Roper                   |
| 2006 | You’re All I Have                              | David Goyer                     |
| 2006 | Chasing Cars (US Version)                      | Nick Brandt                     |
| 2006 | Chasing Cars (UK Version)                      | Arni & Kinski                   |
| 2006 | Chasing Cars (Grey’s Anatomy Version)          | Arni & Kinski                   |
| 2006 | Hands Open                                     | Patrick Daughters               |
| 2006 | Set the Fire to the Third Bar                  | Paul McGuigan                   |
| 2007 | Open Your Eyes                                 | Robert Hales                    |
| 2007 | Shut Your Eyes                                 | Mark Thomas                     |
| 2007 | Signal Fire                                    | Paul McGuigan                   |
| 2008 | Take Back the City                             | Alex Courtes                    |
| 2008 | Crack the Shutters                             | Kevin Godley                    |
| 2009 | If There’s a Rocket Tie Me to It               | Daniel Brereton                 |
| 2009 | The Lightning Strike                           | Blue Leach                      |
| 2009 | The Planets Bend Between Us                    | Daniel Brereton                 |
| 2009 | Just Say Yes                                   | Blue Leach                      |
| 2011 | Called Out in the Dark                         | Brett Simon                     |
| 2011 | This Isn’t Everything You Are                  | Brett Simon                     |

## Promoveröffentlichungen
Promo-Singles
- 2011: New York
- 2012: Lifening
- 2009: The Planets Bend Between Us

## Statistik

### Chartauswertung
|                     | DE    | AT    | CH    | UK    | US    |
| ------------------- | ----- | ----- | ----- | ----- | ----- |
| Nummer-eins-Alben   | DE—DE | AT—AT | CH—CH | UK2UK | US—US |
| Top-10-Alben        | DE2DE | AT2AT | CH4CH | UK8UK | US2US |
| Alben in den Charts | DE6DE | AT6AT | CH6CH | UK8UK | US7US |

|                       | DE     | AT    | CH    | UK     | US    |
| --------------------- | ------ | ----- | ----- | ------ | ----- |
| Nummer-eins-Singles   | DE—DE  | AT—AT | CH—CH | UK—UK  | US—US |
| Top-10-Singles        | DE1DE  | AT1AT | CH1CH | UK5UK  | US1US |
| Singles in den Charts | DE10DE | AT6AT | CH6CH | UK16UK | US4US |

|                          | DE    | AT    | CH    | UK    | US    |
| ------------------------ | ----- | ----- | ----- | ----- | ----- |
| Nummer-eins-Videoalben   | DE—DE | AT—AT | CH—CH | UK—UK | US—US |
| Top-10-Videoalben        | DE—DE | AT—AT | CH—CH | UK1UK | US—US |
| Videoalben in den Charts | DE—DE | AT—AT | CH—CH | UK1UK | US—US |

### Auszeichnungen für Musikverkäufe
| Silberne Schallplatte - Vereinigtes Königreich - 2019: für das Lied You Could Be Happy Goldene Schallplatte - Argentinien - 2006: für das Album Eyes Open - Australien - 2008: für das Album A Hundred Million Suns - 2024: für die Single Crack the Shutters - 2024: für die Single Hands Open - 2024: für die Single Run - 2024: für die Single Take Back the City - 2024: für die Single You’re All I Have - Belgien - 2007: für die Single Chasing Cars - 2012: für das Album Fallen Empires - Brasilien - 2024: für die Single Called Out in the Dark - Dänemark - 2011: für das Album Eyes Open - 2011: für die Single Just Say Yes - 2014: für das Streaming Chasing Cars - Niederlande - 2009: für das Album A Hundred Million Suns - 2012: für das Album Fallen Empires - Singapur - 2021: für das Album Eyes Open | Platin-Schallplatte - Australien - 2007: für das Album Final Straw - Belgien - 2008: für das Album Eyes Open - 2012: für das Album Up to Now - Dänemark - 2016: für das Album Up to Now - Europa - 2010: für das Album Up to Now - Irland - 2011: für das Album Fallen Empires - Italien - 2019: für die Single Chasing Cars - Kanada - 2007: für das Album Eyes Open - Niederlande - 2009: für das Album Eyes Open - 2010: für das Album Up to Now | 2× Platin-Schallplatte - Australien - 2024: für die Single Open Your Eyes - Brasilien - 2024: für die Single Chasing Cars - 2024: für die Single Open Your Eyes - Dänemark - 2024: für die Single Chasing Cars - Europa - 2008: für das Album Final Straw - Irland - 2009: für das Album Up to Now - Spanien - 2024: für die Single Chasing Cars 3× Platin-Schallplatte - Europa - 2009: für das Album Eyes Open - Irland - 2008: für das Album A Hundred Million Suns 4× Platin-Schallplatte - Neuseeland - 2023: für das Album Eyes Open 5× Platin-Schallplatte - Australien - 2024: für das Album Eyes Open 6× Platin-Schallplatte - Irland - 2005: für das Album Final Straw - Neuseeland - 2025: für die Single Chasing Cars 7× Platin-Schallplatte - Irland - 2006: für das Album Eyes Open 14× Platin-Schallplatte - Australien - 2024: für die Single Chasing Cars |

Anmerkung: Auszeichnungen in Ländern aus den Charttabellen bzw. Chartboxen sind in ebendiesen zu finden.
| Land/RegionAuszeichnungen für Musikverkäufe (Land/Region, Auszeichnungen, Verkäufe, Quellen) | Silber     | Gold       | Platin         | Verkäufe    | Quellen                                                     |
| -------------------------------------------------------------------------------------------- | ---------- | ---------- | -------------- | ----------- | ----------------------------------------------------------- |
| Argentinien (CAPIF)                                                                          | —          | Gold1      | —              | 20.000      | capif.org.ar (Memento vom 31. Mai 2011 im Internet Archive) |
| Australien (ARIA)                                                                            | —          | 6× Gold6   | 22× Platin22   | 1.750.000   | aria.com.au                                                 |
| Belgien (BRMA)                                                                               | —          | 2× Gold2   | 2× Platin2     | 100.000     | ultratop.be                                                 |
| Brasilien (PMB)                                                                              | —          | Gold1      | 4× Platin4     | 270.000     | pro-musicabr.org.br                                         |
| Dänemark (IFPI)                                                                              | —          | 3× Gold3   | 3× Platin3     | 230.000     | ifpi.dk                                                     |
| Deutschland (BVMI)                                                                           | —          | 6× Gold6   | 3× Platin3     | 1.500.000   | musikindustrie.de                                           |
| Europa (IFPI)                                                                                | —          | —          | 6× Platin6     | (6.000.000) | ifpi.org (Memento vom 15. Oktober 2013 im Internet Archive) |
| Irland (IRMA)                                                                                | —          | —          | 19× Platin19   | 285.000     | irishcharts.ie                                              |
| Italien (FIMI)                                                                               | —          | —          | Platin1        | 50.000      | fimi.it                                                     |
| Kanada (MC)                                                                                  | —          | —          | Platin1        | 100.000     | musiccanada.com                                             |
| Neuseeland (RMNZ)                                                                            | —          | —          | 10× Platin10   | 240.000     | radioscope.co.nz NZ2                                        |
| Niederlande (NVPI)                                                                           | —          | 2× Gold2   | 2× Platin2     | 140.000     | nvpi.nl                                                     |
| Österreich (IFPI)                                                                            | —          | Gold1      | 3× Platin3     | 97.500      | ifpi.at                                                     |
| Schweiz (IFPI)                                                                               | —          | Gold1      | —              | 15.000      | hitparade.ch                                                |
| Singapur (RIAS)                                                                              | —          | Gold1      | —              | 5.000       | rias.org.sg                                                 |
| Spanien (Promusicae)                                                                         | —          | —          | 2× Platin2     | 120.000     | elportaldemusica.es                                         |
| Vereinigte Staaten (RIAA)                                                                    | —          | Gold1      | 6× Platin6     | 6.500.000   | riaa.com                                                    |
| Vereinigtes Königreich (BPI)                                                                 | 7× Silber7 | 7× Gold7   | 27× Platin27   | 12.985.000  | bpi.co.uk                                                   |
| Insgesamt                                                                                    | 7× Silber7 | 32× Gold32 | 111× Platin111 |             |                                                             |